# Blekkinkveen
Het Blekkinkveen is een gebied ten zuidoosten van Winterswijk in de Nederlandse provincie Gelderland. In dit gebied bevindt zich dicht onder het oppervlak een moeraskalk uit het Laat Weichselien. De kalk is in greppels in de weilanden als een lichte band van tussen de 5 en de 50 centimeter dikte zichtbaar, bevat zoetwaterschelpen en wordt bedekt door veen uit het Holoceen. Het is tevens (naast negentien andere gebieden) in 2005 door de Nederlandse overheid uitgeroepen tot Nationaal Landschap Winterswijk, een gebied van bijna 22.000 hectare groot.

## Onderzoek
De plek werd in 1916 door Schepman onderzocht op de fossiele schelpen. Daarna werd nog door verschillende geologen en paleontologen onderzoek gedaan.
Van Baren geeft van de moeraskalk na verwijdering van de schelpen een kalkgehalte op dat varieert tussen 58,4 en 82,3 %. Hij geeft daarnaast een overzicht van de fossiele zoetwaterschelpen. Meijer onderzocht later nogmaals de mollusken. Het is een arme fauna die geen arctische soorten bevat maar ook niet op een warm klimaat duidt. Onder de aangetroffen soorten bevinden zich veel erwtenmosseltjes.

## Profielopbouw
De moeraskalk is aanwezig in een plaatselijke depressie in het landschap. De globale profielopbouw is als volgt:
1. Veen
2. Geelbruin gelaagd zand, lemig en met humeuze bandjes
3. Veen met af en toe een dun laagje wit zand
4. Moeraskalk, lichtgeel tot lichtgrijs, onderin met blauwe vlekken. Hier en daar zoetwaterschelpen
5. Klei (plaatselijk)
6. Geel zand, fijn tot matig grof. Hier en daar roestvlekken
7. Grijs zand, matig fijn, naar onder toe grover worden

De hele profielhoogte bedraagt ongeveer 2,5 meter. De dikte van het pakket varieert plaatselijk en ook zijn niet alle lagen in het hele gebied aanwezig.
Lithostratigrafisch behoort het hele profiel tot de Formatie van Boxtel, de lagen 1-5 zijn niet nader ingedeeld ('Formatie van Boxtel, ongedifferentieerd') en de lagen 6 en 7 worden tot het Laagpakket van Wierden binnen deze formatie gerekend (het vroegere Dekzand).

## Aardkundige waarde
Het Blekkinkveen is van belang als de eerste vindplaats van fossiele blaadjes van Dryas octopetala in Nederland. Nadat het belang van deze plantensoort voor de stratigrafie van het Weichselien elders was aangetoond, werd de soort na een gerichte zoektocht in 1926 door Florschütz hier gevonden. Hij trof geen andere arctische plantensoorten aan.
In de negentiende en de eerste helft van de twintigste eeuw werd moeraskalk veel afgegraven om als kalkbemesting te dienen op akkerbouwland. Daardoor zijn er in Nederland weinig plaatsen over waar deze grondsoort nog aanwezig is. Dit verhoogt het aardkundige belang van dit gebied.